# 葉繼美
葉繼美（？—？），字含章，號鹿吾，浙江嘉興府嘉善縣人，民籍，明朝政治人物。

## 生平
萬曆四年（1576年）丙子科浙江鄉試第二十名，萬曆十一年（1583年）癸未科會試第二十名，登三甲第八十七名進士。刑部觀政，本年授江西金溪县知县，丁嗣母忧，十五年丁生父忧，十七年補芜湖县，二十一年选授刑科給事中，二十二年巡视皇城，充湖广鄉試主考，本年升禮科右、吏科左，二十四年革职为民。

## 家族
曾祖葉廷桂，曾任衛知事；祖父葉艮；父葉秈。母聞氏；繼母張氏。子葉培恕，崇祯甲戌進士。